# 2017 год
2017 (две ты́сячи семна́дцатый) год  по григорианскому календарю — невисокосный год, начинающийся в воскресенье. Это 2017 год нашей эры, 7‑й год 2‑го десятилетия XXI века 3‑го тысячелетия, 8‑й год 2010‑х годов. Он закончился 8 лет назад.
| Пн | Вт | Ср | Чт | Пт | Сб | Вс |
|    |    |    |    |    |    | 1  |
| 2  | 3  | 4  | 5  | 6  | 7  | 8  |
| 9  | 10 | 11 | 12 | 13 | 14 | 15 |
| 16 | 17 | 18 | 19 | 20 | 21 | 22 |
| 23 | 24 | 25 | 26 | 27 | 28 | 29 |
| 30 | 31 |    |    |    |    |    |

| Пн | Вт | Ср | Чт | Пт | Сб | Вс |
|    |    | 1  | 2  | 3  | 4  | 5  |
| 6  | 7  | 8  | 9  | 10 | 11 | 12 |
| 13 | 14 | 15 | 16 | 17 | 18 | 19 |
| 20 | 21 | 22 | 23 | 24 | 25 | 26 |
| 27 | 28 |    |    |    |    |    |

| Пн | Вт | Ср | Чт | Пт | Сб | Вс |
|    |    | 1  | 2  | 3  | 4  | 5  |
| 6  | 7  | 8  | 9  | 10 | 11 | 12 |
| 13 | 14 | 15 | 16 | 17 | 18 | 19 |
| 20 | 21 | 22 | 23 | 24 | 25 | 26 |
| 27 | 28 | 29 | 30 | 31 |    |    |

| Пн | Вт | Ср | Чт | Пт | Сб | Вс |
|    |    |    |    |    | 1  | 2  |
| 3  | 4  | 5  | 6  | 7  | 8  | 9  |
| 10 | 11 | 12 | 13 | 14 | 15 | 16 |
| 17 | 18 | 19 | 20 | 21 | 22 | 23 |
| 24 | 25 | 26 | 27 | 28 | 29 | 30 |

| Пн | Вт | Ср | Чт | Пт | Сб | Вс |
| 1  | 2  | 3  | 4  | 5  | 6  | 7  |
| 8  | 9  | 10 | 11 | 12 | 13 | 14 |
| 15 | 16 | 17 | 18 | 19 | 20 | 21 |
| 22 | 23 | 24 | 25 | 26 | 27 | 28 |
| 29 | 30 | 31 |    |    |    |    |

| Пн | Вт | Ср | Чт | Пт | Сб | Вс |
|    |    |    | 1  | 2  | 3  | 4  |
| 5  | 6  | 7  | 8  | 9  | 10 | 11 |
| 12 | 13 | 14 | 15 | 16 | 17 | 18 |
| 19 | 20 | 21 | 22 | 23 | 24 | 25 |
| 26 | 27 | 28 | 29 | 30 |    |    |

| Пн | Вт | Ср | Чт | Пт | Сб | Вс |
|    |    |    |    |    | 1  | 2  |
| 3  | 4  | 5  | 6  | 7  | 8  | 9  |
| 10 | 11 | 12 | 13 | 14 | 15 | 16 |
| 17 | 18 | 19 | 20 | 21 | 22 | 23 |
| 24 | 25 | 26 | 27 | 28 | 29 | 30 |
| 31 |    |    |    |    |    |    |

| Пн | Вт | Ср | Чт | Пт | Сб | Вс |
|    | 1  | 2  | 3  | 4  | 5  | 6  |
| 7  | 8  | 9  | 10 | 11 | 12 | 13 |
| 14 | 15 | 16 | 17 | 18 | 19 | 20 |
| 21 | 22 | 23 | 24 | 25 | 26 | 27 |
| 28 | 29 | 30 | 31 |    |    |    |

| Пн | Вт | Ср | Чт | Пт | Сб | Вс |
|    |    |    |    | 1  | 2  | 3  |
| 4  | 5  | 6  | 7  | 8  | 9  | 10 |
| 11 | 12 | 13 | 14 | 15 | 16 | 17 |
| 18 | 19 | 20 | 21 | 22 | 23 | 24 |
| 25 | 26 | 27 | 28 | 29 | 30 |    |

| Пн | Вт | Ср | Чт | Пт | Сб | Вс |
|    |    |    |    |    |    | 1  |
| 2  | 3  | 4  | 5  | 6  | 7  | 8  |
| 9  | 10 | 11 | 12 | 13 | 14 | 15 |
| 16 | 17 | 18 | 19 | 20 | 21 | 22 |
| 23 | 24 | 25 | 26 | 27 | 28 | 29 |
| 30 | 31 |    |    |    |    |    |

| Пн | Вт | Ср | Чт | Пт | Сб | Вс |
|    |    | 1  | 2  | 3  | 4  | 5  |
| 6  | 7  | 8  | 9  | 10 | 11 | 12 |
| 13 | 14 | 15 | 16 | 17 | 18 | 19 |
| 20 | 21 | 22 | 23 | 24 | 25 | 26 |
| 27 | 28 | 29 | 30 |    |    |    |

| Пн | Вт | Ср | Чт | Пт | Сб | Вс |
|    |    |    |    | 1  | 2  | 3  |
| 4  | 5  | 6  | 7  | 8  | 9  | 10 |
| 11 | 12 | 13 | 14 | 15 | 16 | 17 |
| 18 | 19 | 20 | 21 | 22 | 23 | 24 |
| 25 | 26 | 27 | 28 | 29 | 30 | 31 |

- Год экологии в России[1]
- Год особо охраняемых природных территорий в России[2].
- Год китайских средств массовой информации в России[3].
- Год науки в Белоруссии[4].
- Год исламской солидарности в Азербайджане[5].

## События
См. также: Категория:2017 год
Празднование 100-летия независимости Финляндии.

### Январь
- 1 января

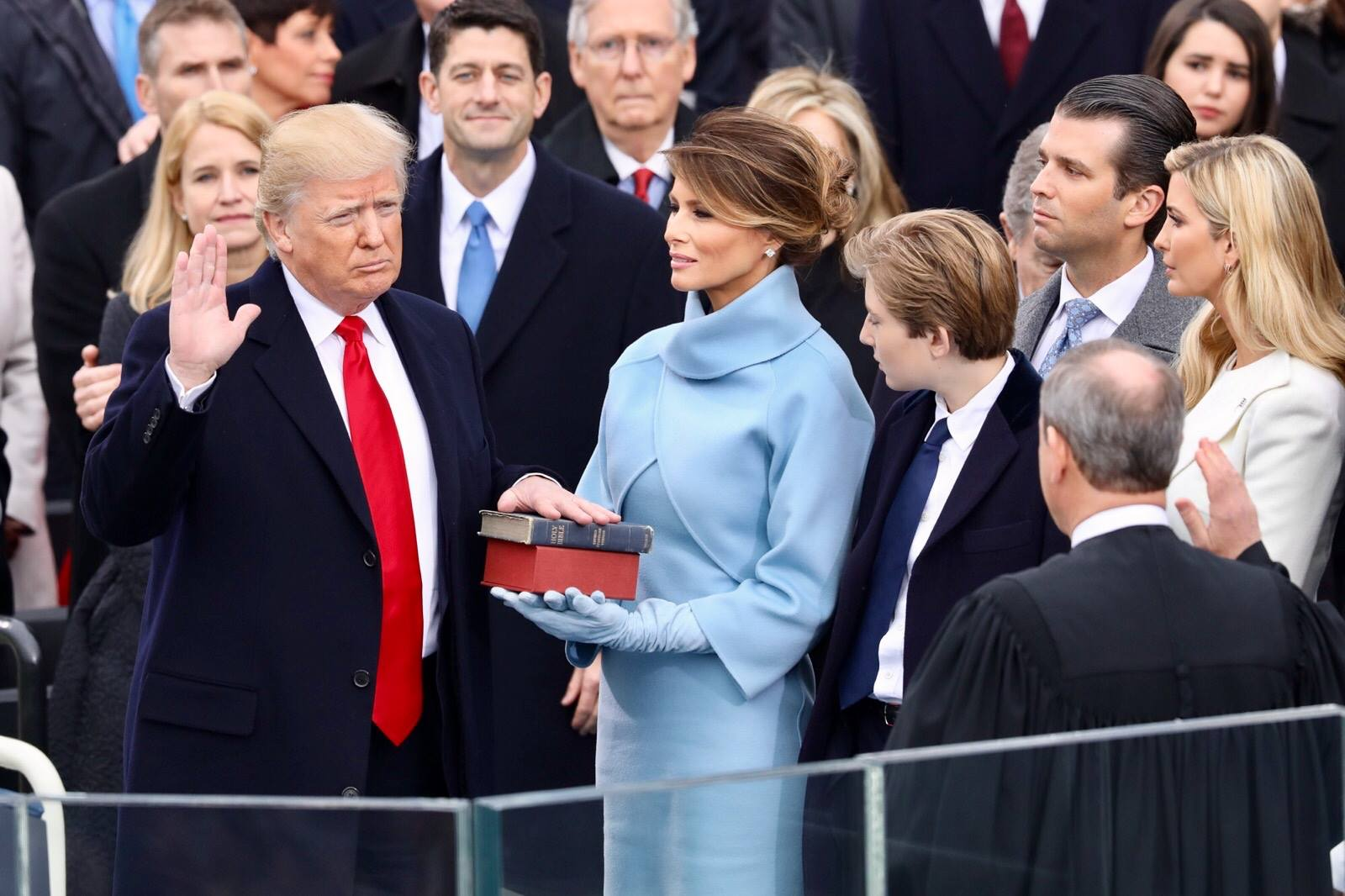
Инаугурация Дональда Трампа

  - Вступил в должность 9-й генеральный секретарь ООН Антониу Гутерреш[6].
  - Кыргызстан ввёл в обращение новые банкноты[7].
  - В результате нападения на ночной клуб «Reina» в Стамбуле в новогоднюю ночь погибли 39 человек, 69 человек получили ранения[8].
  - Дорис Лойтхард вступила в должность президента Швейцарии[9].
- 4 января — новым главой правительства Румынии стал Сорин Гриндяну[10].
- 7 января — вступил в должность президент Ганы Нана Акуфо-Аддо[11].
- 10 января — в результате двойного теракта возле зданий парламента Афганистана в Кабуле погибли около 50 человек, ранены около 45[12].
- 11—29 января — чемпионат мира по гандболу во Франции[13].
- 16 января — в Бишкеке (Кыргызстан) грузовой самолёт Boeing-747 рухнул на посёлок Дача-Суу. Погибли 37 человек[14].
- 18 января
  - ЦРУ обнародовало рассекреченные документы о холодной войне и НЛО[15].
  - В итальянских областях Лацио, Абруцци и Марке в течение нескольких часов произошли четыре сильных землетрясения магнитудой до 5,7. 29 человек погибли под завалами после схода снежной лавины[англ.] на отель «Ригопьяно» в области Абруцци[16].
- 18 января — 9 февраля — протесты в Румынии[17].
- 20 января — Дональд Трамп вступил в должность президента США[18] на один четырёхлетний срок с завершением президентства Барака Обамы.
- 21 января — Яйя Джамме согласился оставить пост президента Гамбии, в должность вступил Адама Бэрроу[19][20].
- 22 января
  - Саммит министров сельского хозяйства G20 в Берлине, Германия[21].
  - Румен Радев вступил в должность президента Болгарии[22].
- 24 января — 5 февраля — чемпионат мира по хоккею с мячом в Швеции[23].
- 26 января — Александр Ван дер Беллен вступил в должность президента Австрии[24].
- 27 января — близ города Рутшуру (ДР Конго) потерпели крушение два вертолёта Ми-24.
- 29 января — 8 февраля — зимняя Универсиада (Алма-Ата, Казахстан)[25].

### Февраль
- 7 февраля
  - В американском штате Калифорния после сильных дождей началось разрушение[англ.] самой высокой в США плотины на озере Оровилл. В Калифорнии объявлена эвакуация населения. Под угрозой — почти 200 тысяч человек[26].
  - Жовенель Моиз вступил в должность президента Гаити[27].
- 8 февраля — президентские выборы в Сомали. Избран Мохамед Абдуллахи Мохамед[28].
- 12 февраля
  - Президентские выборы в Туркменистане[29]. Президентом в третий раз избран Гурбангулы Бердымухамедов[30].
  - Президентские выборы в Германии. Избран Франк-Вальтер Штайнмайер[31].
- 13 февраля
  - Вынужденная отставка Майкла Флинна с поста советника президента США по национальной безопасности[32].
  - Убийство Ким Чен Нама в Куала-Лумпуре, вызвавшее острый кризис в отношениях Малайзии с КНДР[33].
- 19—26 февраля — VIII Зимние Азиатские игры в Саппоро, Япония[34].
- 27 февраля — энергоблок № 6 Нововоронежской АЭС-2 введён в промышленную эксплуатацию[35].

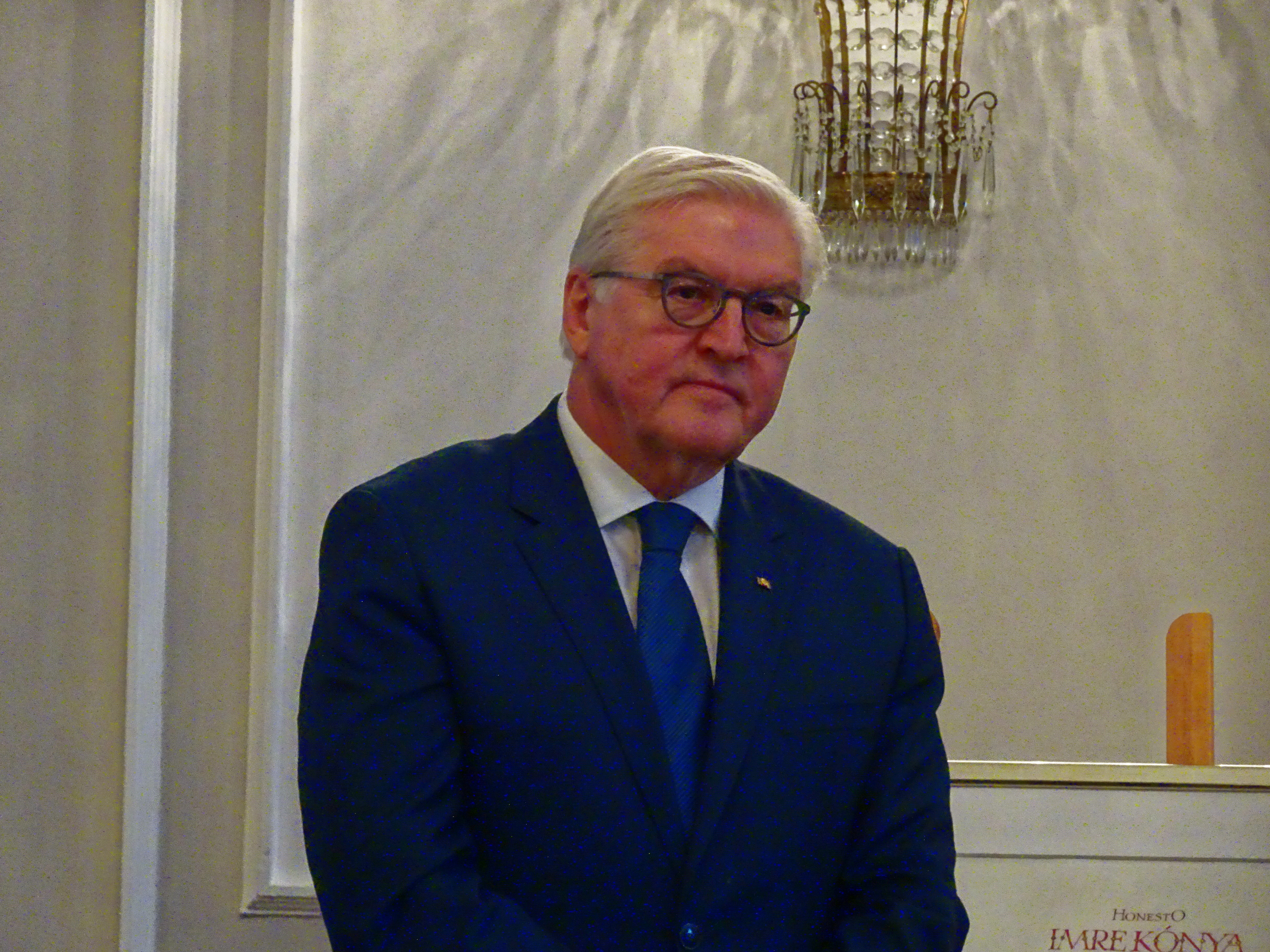
Президент Германии Франк-Вальтер Штайнмайер

### Март
- 6 марта — митрополит Феогност включён в Собор Московских святителей[36].
- 10 марта — Конституционный суд Южной Кореи утвердил импичмент президента Пак Кын Хе[37][38].
- 12 марта — парламентские выборы в Абхазии (первый тур)[39].
- 13 марта — парламент Венгрии переизбрал на второй срок президента Яноша Адера[40].
- 15 марта — парламентские выборы в Нидерландах[41].
- 19 марта — Франк-Вальтер Штайнмайер вступил в должность президента Германии[42].
- 22 марта — теракт на Вестминстерском мосту в Лондоне[43].
- 26 марта
  - Парламентские выборы в Абхазии (второй тур)[44].
  - Парламентские выборы в Болгарии[45]. По предварительным данным, победу одержала партия ГЕРБ[46].
  - Акции протеста против коррупции в высших эшелонах российской власти, прошедшие в десятках городов России[47].
- 29 марта — 2 апреля — чемпионат мира по фигурному катанию (Финляндия)[48].

### Апрель
- 2 апреля
  - Парламентские выборы в Армении[49]. Большинство голосов набрали Республиканская партия и блок «Царукян»[50].
  - Президентские выборы в Сербии[51]. Победу одержал действующий премьер-министр Александр Вучич.
  - Второй тур выборов президента Эквадора[52]. Победу одержал представитель правящего левого блока Альянс гордой и независимой родины Ленин Морено[53].
- 3 апреля — теракт в Петербургском метрополитене. Погибли 16 человек, 87 ранены[54].
- 4 апреля — поражение населения химическими отравляющими веществами в сирийском городе Хан-Шейхун (провинция Идлиб). Погибли 74 человека, ранены 557 человек[55][56].
- 7 апреля — авиаудар крылатыми ракетами «Томагавк» по сирийской авиабазе «Эш-Шайрат» в провинции Хомс, нанесённый после химической атаки в Идлибе[57].
- 9 апреля — президентские выборы и конституционный референдум в Южной Осетии[58]. На выборах президента победу одержал Анатолий Бибилов[59].
- 10 апреля — на Землю вернулся экипаж космического корабля Союз МС-02 в составе Сергея Рыжикова, Андрея Борисенко и Роберта Кимбро[60].
- 11 апреля — прекращена поддержка обновлений операционной системы Windows Vista[61].
- 16 апреля — конституционный референдум в Турции о переходе от парламентской формы правления к президентской республике[62].
- 20 апреля — запуск на МКС космического корабля Союз МС-04 с экипажем в составе Фёдора Юрчихина (Россия) и Джека Фишера (США)[63].
- 21 апреля — Анатолий Бибилов вступил в должность президента Южной Осетии[64].
- 23 апреля — первый тур президентских выборов во Франции[65]. Во второй тур вышли Эмманюэль Макрон (партия Вперёд!) и Марин Ле Пен (Национальный Фронт)[66].
- 29 апреля — на Кубе разбился военно-транспортный самолёт Ан-26. Погибли 39 человек[67] (по официальной информации властей Кубы — 8 человек[68]).

### Май
- 5—21 мая — чемпионат мира по хоккею с шайбой (Германия и Франция)[69]. Чемпионом стала Сборная Швеции. Сборная России стала бронзовым призёром[70].
- 7 мая — президентские выборы во Франции (второй тур)[71]. Победу одержал Эмманюэль Макрон[72].
- 9 мая
  - Президентские выборы в Южной Корее. Избранный президентом Мун Чжэ Ин вступил в должность[73].
- 9—13 мая — 62-й конкурс песни «Евровидение» (Киев, Украина)[74]. Победителем стал певец из Португалии Сальвадор Собрал, второе место занял Кристиан Костов, представлявший на конкурсе Болгарию[75].
- 12—22 мая — Исламские игры солидарности 2017 (Баку, Азербайджан)[76].
- 14 мая — Эмманюэль Макрон вступил в должность президента Франции[77].
- 19 мая — выборы президента Ирана[78]. Победу одержал Хасан Рухани[79].
- 19—21 мая — чемпионат Европы по художественной гимнастике (Будапешт, Венгрия)[80].
- 22 мая — взрыв в Манчестере (Великобритания) на стадионе «Манчестер Арена». Бомбу привёл в действие террорист-смертник. Погибли 23 человека, 120 получили ранения[81].
- 26—27 мая — саммит G7 в Италии[82].
- 28 мая — наводнение и оползни в Шри-Ланке. Погибли 177 человек, 109 пропали без вести[83].
- 29 мая — ураган в Москве и Подмосковье. Погибли 18 человек, более 170 получили ранения[84].

### Июнь
- 2 июня — экипаж МКС в составе Олега Новицкого и Томы Песке вернулся с МКС на Землю[85].
- 3 июня
  - Теракт в Лондоне. В результате серии нападений в центре города погибли 8 человек, десятки ранены[86].
  - Парламентские выборы в Лесото. Партия бывшего премьер-министра Тома Табане получила 48 из 120 мест[87][88].
- 5 июня — Бахрейн, Саудовская Аравия, Объединённые Арабские Эмираты, Египет, Йемен, Ливия и Мальдивы разорвали дипломатические отношения с Катаром[89].
- 7 июня — двойной теракт в Тегеране (Иран) в здании парламента и в мавзолее Хомейни. Погибли 12 человек, 42 ранены. Ответственность за теракт взяла на себя террористическая группировка «Исламское государство»[90][91].
- 8 июня — досрочные парламентские выборы в Великобритании[92]. Победу одержала Консервативная партия, потеряв большинство в парламенте[93].
- 10 июня — 10 сентября — международная специализированная выставка Expo 2017 (Астана, Казахстан)[94].
- 11 июня
  - Парламентские выборы во Франции (1-й тур)[95].
  - Референдум о статусе Пуэрто-Рико[96]. На пятом референдуме о вхождении в качестве штата в состав США вхождение поддержали 97 % участников при явке 23 %[97].
  - Начал действовать безвизовый режим между Украиной и ЕС в части туристических поездок на территории Шенгенской зоны, за исключением Великобритании и Ирландии[источник не указан 1064 дня].
- 12 июня — массовые акции протеста против коррупции в высших эшелонах российской власти, прошедшие в десятках городов России[98].
- 14 июня — в результате пожара в здании Grenfell Tower[англ.] в Лондоне погибли и пропали без вести 79 человек[99].
- 15 июня — был отменён платный роуминг для граждан на территории Евросоюза[100].
- 17—23 июня — лесной пожар в Педроган-Гранде (Португалия), крупнейший по числу жертв и по площади в новейшей истории Португалии. 64 погибших[101].
- 17 июня — 2 июля — Кубок конфедераций FIFA (Россия)[102]. Победу одержала сборная Германии[103].
- 18 июня — парламентские выборы во Франции (2-й тур)[104]. Победу одержало движение «Вперёд, Республика!»[105].
- 25 июня — парламентские выборы в Албании[106]. По предварительным данным Социалистическая партия, возглавляемая премьер-министром страны Эди Рамой, заняла 74 из 140 мест в парламенте[107].
- 26 июня — президентские выборы в Монголии (1-й тур)[108]. Во второй тур прошли кандидат от Демократической партии Халтмаагийн Баттулга и лидер Монгольской народной партии Миеэгомбын Энхболд[108].

### Июль
- 7 июля — президентские выборы в Монголии (2-й тур)[109]. Победу одержал кандидат Демократической партии Халтмаагийн Баттулга[110].
- 7—8 июля — саммит G20 (Гамбург, Германия)[111].
- 10 июля — Мосул (Ирак) освобождён от боевиков террористической группировки «Исламское государство»[112].
- 14—30 июля — 17-й чемпионат мира по водным видам спорта (Будапешт, Венгрия)[113].
- 16 июля — референдум в Венесуэле[114].
- 17 июля — президентские выборы в Индии. Победу одержал кандидат от Бхаратия джаната парти Рам Натх Ковинд[115].
- 19 июля — в журнале «Nature Communications» опубликована информация об обнаружении в пещере неподалёку от города Банда-Ачех (Индонезия) следов цунами за период времени 5000 лет[116][117].
- 24—29 июля — XIX Международный ботанический конгресс (Шэньчжэнь, Китайская Народная Республика)[118].
- 28 июля — старт космического корабля Союз МС-05 в составе экипажа Сергея Рязанского, Рэндолфа Брезника и Паоло Несполи с космодрома Байконур[119].

### Август
- 2 августа — президент США Дональд Трамп подписал законопроект CAATSA, законодательно закрепляющий и расширяющий санкции против России, Ирана и КНДР[120].
- 4 августа — президентские выборы в Руанде[121]. Президент Руанды Поль Кагаме, находящийся у власти с 2000 года, переизбран на новый срок. За него отдали свои голоса 99 % избирателей[122].
- 4—13 августа — чемпионат мира по лёгкой атлетике (Лондон, Великобритания)[123].
- 8 августа — всеобщие выборы в Кении[124]. Президентом страны вновь избран Ухуру Кениата.
- 11—12 августа — марш «Объединённых правых» в городе Шарлотсвилл (штат Вирджиния, США)[125].
- 17 августа — теракты в Барселоне и Камбрильсе (Испания). Погибли 16 человек, более 120 получили ранения[126].
- 19—30 августа — летняя Универсиада (Тайбэй, Тайвань)[127].
- 21 августа — пожар в Ростове-на-Дону[128].
- 22 августа — Всемирный день растительного молока (англ. World Plant Milk Day)[129][130][131].
- 26 августа
  - Сильнейший с 2005 года ураган Харви обрушился на Техас, США[132].
  - В боксёрском PPV поединке в полусреднем весе между Флойдом Мейвезером и Конором Макгрегором победу одержал Флойд Мейвезер, непобеждённый американский боксёр-профессионал (50 побед в 50 боях), самый высокооплачиваемый боксёр в истории профессионального бокса[133].
- 29 августа — в ходе ракетных испытаний КНДР ракета Хвасон-12 пролетела над островом Хоккайдо, Япония[134].
- 31 августа — США потребовали закрыть генконсульство РФ в Сан-Франциско в течение двух дней, до 2 сентября[135].

### Сентябрь
- 3 сентября
  - На Землю вернулся экипаж МКС в составе Фёдора Юрчихина, Джека Фишера и Пегги Уитсон[136].
  - КНДР провела шестое ядерное испытание[137].
- 10 сентября — единый день голосования в России[138].
- 11 сентября — парламентские выборы в Норвегии[139]. Правящая консервативная партия получила 88 мандатов в 169-местном парламенте. Премьер-министром осталась Эрна Сульберг[140].
- 13 сентября
  - Выборы президента Сингапура. Президентом страны впервые стала женщина — Халима Якоб[141].
  - Международный олимпийский комитет наделил Париж (Франция) и Лос-Анджелес (США) правом принять летние Олимпийские игры 2024 года и летние Олимпийские игры 2028 года соответственно[142].
- 15 сентября — космический аппарат «Кассини», после изучения Сатурна и его системы в течение 13 лет, уничтожен путём погружения в атмосферу Сатурна[143].
- 17—27 сентября — V Азиатские игры в помещениях (Ашхабад, Туркменистан)[144].
- 19 сентября — землетрясение в Мексике магнитудой 7,1 Mw в 49 км к юго-западу от мексиканского города Пуэбла-де-Сарагоса и в 100 км от столицы Мехико. Погибли 370 человек и более 6000 получили ранения[145].
- 23 сентября — парламентские выборы в Новой Зеландии. Победу одержала Национальная партия[146].
- 24 сентября — парламентские выборы в Германии[147].
- 25 сентября — руководство Иракского Курдистана провело референдум о независимости[148].
- 25 сентября — Apple представила свою операционную систему MacOS High Sierra.

### Октябрь
- 1 октября
  - Референдум о независимости Каталонии[149].
  - Стрельба в Лас-Вегасе[150].
- 10 октября — всеобщие выборы в Либерии[151] (первый тур президентских выборов).
- 12 октября
  - США и Израиль объявили о намерении выйти из ЮНЕСКО[152].
  - Власти США сняли государственный флаг России со здания генконсульства РФ в Сан-Франциско и торгового представительства России в Вашингтоне[153].
  - Беспилотник США в Ракке в ходе атаки ликвидировал террористку Салли Джонс («Белую вдову»), воевавшую на стороне террористической организации «Исламское государство» в Сирии.
- 14 октября — в столице Сомали Могадишо произошли серии терактов, погибли более 350 человек[154].
- 14—22 октября — XIX Всемирный фестиваль молодёжи и студентов (Сочи, Россия)[155].
- 15 октября
  - Выборы президента Кыргызстана. Победу одержал кандидат от социал-демократической партии Сооронбай Жээнбеков.
  - Досрочные парламентские выборы в Австрии[156].
- 16 октября
  - Правительственные войска Ирака начали операцию в Иракском Курдистане, заняв Киркук.[источник не указан 2787 дней]
  - Тропический ураган «Офелия» достиг берегов Европы.[источник не указан 2787 дней]
- 20—21 октября — парламентские выборы в Чехии[157].
- 22 октября
  - Президентские выборы в Словении[158].
  - Парламентские выборы в Японии[159]. Победу одержала коалиция Либерально-демократической партии и партии «Комэйто»[160].
- 27 октября — президент Казахстана подписал указ о переходе казахского языка с кириллицы на латинскую графику[161].
- 27—29 октября — VII Международный форум сёги (Китакюсю, Япония).[источник не указан 2787 дней]
- 31 октября — теракт в Нью-Йорке[162].

### Ноябрь
- 2 ноября — на Суматре открыли новый вид орангутана[163].
- 7 ноября — в день 100-летия Октябрьской революции 1917 года вскрыто послание, адресованное коммунистам 21 века. Послание хранилось за табличкой, прикреплённой на здании бывшего предприятия военной электроники «Муссон» (ныне ТРЦ «Муссон») в Севастополе. Аналоги послания были вскрыты и в других городах бывшего СССР (например, капсула в стеле у монумента «Росток» в Пензе)[164].
- 8—9 ноября — XIV межрегиональный экономический форум Россия — Казахстан (Челябинск, Россия)[165].
- 9 ноября — взрыв жилого дома в Ижевске[166].
- 8 — 10 ноября — саммит АТЭС (Дананг, Вьетнам)[167].
- 12 ноября — землетрясение в Иране[168].
- 13 ноября — президентом Словении переизбран Борут Пахор[169].
- 14 ноября — в Зимбабве произошёл военный госпереворот, президент страны Роберт Мугабе был помещён под домашний арест[170].
- 15 ноября — в Хабаровском крае России при заходе на посадку разбился пассажирский самолёт L-410, следовавший из Хабаровска в Нелькан[171].
- 19 ноября — выборы президента Чили. В первом туре лидирует бывший президент страны Себастьян Пиньера[172].
- 21 ноября — ушёл в отставку президент Зимбабве Роберт Мугабе, фактически отстранённый от власти военными после госпереворота[173].
- 24 ноября — вступил в должность новый президент Зимбабве Эммерсон Мнангагва[174].
- 25 ноября — глава ЛНР Игорь Плотницкий ушёл в отставку. Исполняющим обязанности главы республики стал Леонид Пасечник[175].

### Декабрь
- 6 декабря — Соединённые Штаты Америки официально признали Иерусалим столицей Израиля[176][177].
- 11 декабря — введён в эксплуатацию железнодорожный сектор Журавка — Миллерово (в обход Украины)[178].
- 14 декабря — экипаж корабля Союз МС-05 в составе Сергея Рязанского, Рэндольфа Брезника и Паоло Несполи вернулся с МКС на Землю[179].
- 17 декабря
  - Второй тур выборов президента Чили[180]. Победу одержал бывший президент страны Себастьян Пиньера[181].
  - Запуск космического корабля Союз МС-07 экипаж в составе Антон Шкаплеров, Скотт Тингл и Норисигэ Канаи[182].
- 21 декабря — в Гааге прошла церемония закрытия Международного трибунала по бывшей Югославии[183].
- 26 декабря — второй тур президентских выборов в Либерии[184]. Победу одержал Джордж Веа.

## Персоны года
Человек года по версии журнала Time — «Нарушители молчания» — люди, которые выступили против сексуальных надругательств и преследований, в том числе ведущие участники движения #MeToo.

## Нобелевские премии
- Физика — Райнер Вайсс, Кип Торн, Барри Бэриш — «за решающий вклад в создание детектора LIGO и регистрацию гравитационных волн»[187].
- Химия — Жак Дюбоше, Иоахим Франк, Ричард Хендерсон — «за разработку методов криоэлектронной микроскопии высокого разрешения для определения трёхмерных структур биомолекул в растворе»[188].
- Физиология и медицина — Джеффри Холл, Майкл Росбаш, Майкл Янг — «за открытие молекулярных механизмов, лежащих в основе циркадных ритмов»[189].
- Экономика — Ричард Талер — «за изучение экономического поведения и за понимание того, какую роль психология играет в экономике»[190].
- Литература — Кадзуо Исигуро — «за то, что он в своих романах необыкновенной эмоциональной силы раскрыл пропасть под иллюзорным ощущением связи с миром»[191].
- Премия мира — Международная кампания по отказу от ядерного оружия (ICAN) — «за работу по привлечению внимания к катастрофическим последствиям любого применения ядерного оружия»[192].